# Хисматуллин, Рашит Сагитович
Рашит Сагитович Хисматуллин (род. 7 декабря 1944, Грушевое, Приморский край) — государственный деятель, депутат Государственной думы второго созыва.

## Биография
Окончил Свердловский юридический институт (в 1972 году). Доктор юридических наук (2002). Заслуженный юрист Республики Башкортостан (2000)

### Депутат госдумы
2 июня 1999 года получил мандат депутата госдумы второго созыва, освободившийся после сложения полномочий Бигновым Р. И.